# Bursa calcipicta
Bursa calcipicta är en snäckart som beskrevs av Dall 1908. Bursa calcipicta ingår i släktet Bursa och familjen Bursidae. Inga underarter finns listade i Catalogue of Life.